# San Miguel Chicahua
San Miguel Chicahua är en kommun i Mexiko.   Den ligger i delstaten Oaxaca, i den sydöstra delen av landet, 290 km sydost om huvudstaden Mexico City.
Följande samhällen finns i San Miguel Chicahua:
- El Fortín Alto
- Cerro Prieto
- La Corregidora Tierra Colorada
- Yucuyaba